# Stanisław Kozierowski

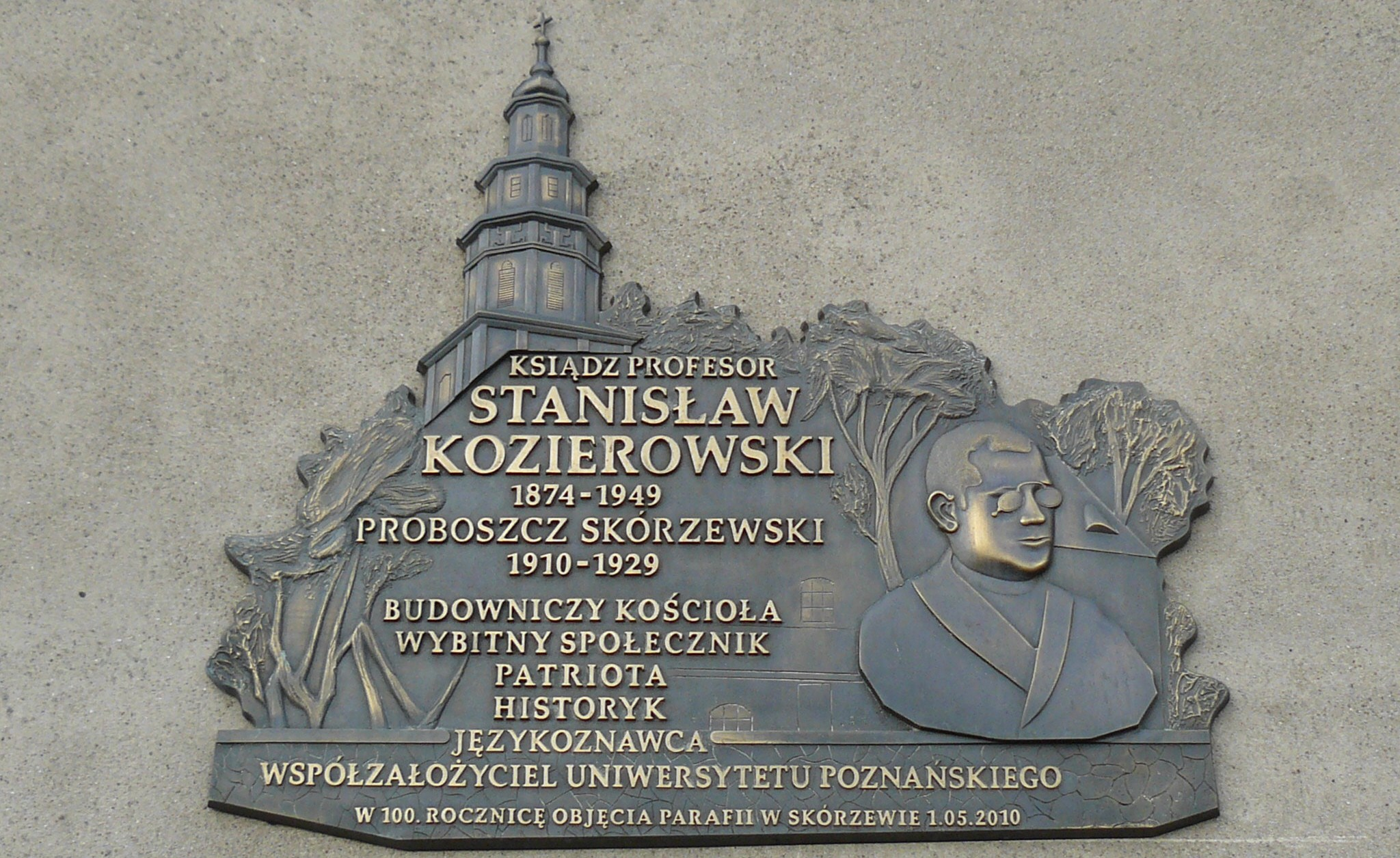
Tablica na kościele w Skórzewie

Stanisław Kozierowski, pseudonim „Dołęga” (ur. 28 września 1874 w Trzemesznie, zm. 1 lutego 1949 w Winnej Górze) – polski historyk i onomasta, duchowny katolicki, profesor Uniwersytetu Poznańskiego, członek Polskiej Akademii Umiejętności, delegat na Polski Sejm Dzielnicowy w Poznaniu w 1918 roku.

## Edukacja i praca duszpasterska
Urodził się w Trzemesznie (jako syn mistrza szewskiego Floriana Apolinarego oraz Antoniny z Buszkiewiczów), gdzie uczęszczał do gimnazjum, znanego jako Kolegium trzemeszeńskie, oraz do Królewskiego Gimnazjum św. Marii Magdaleny w Poznaniu (niem. Königliches Marien-Gymnasium zu Posen), gdzie wstąpił do tajnej, uczniowskiej organizacji Towarzystwo Tomasza Zana. Wstąpił do seminarium duchownego, gdzie 12 listopada 1899 r. otrzymał święcenia kapłańskie. Pracował krótko w różnych parafiach w Wielkopolsce i Westfalii. W latach 1910–1929 był proboszczem w Skórzewie, gdzie zainicjował działalność Bractwa Apostolstwa Modlitwy, kółka rolniczego (1919), pierwszej biblioteki, a także rozpoczął budowę nowego kościoła parafialnego (1927). Na dłużej osiadł w Winnej Górze koło Środy Wielkopolskiej, gdzie przez 20 lat był proboszczem tamtejszej parafii św. Michała Archanioła.

## Wszechnica Piastowska
Był jednym z czwórki założycieli (razem z Heliodorem Święcickim, Józefem Kostrzewskim i Michałem Sobeskim) Wszechnicy Piastowskiej w Poznaniu, dzisiejszego Uniwersytetu im. Adama Mickiewicza. W okresie międzywojennym był docentem, a od 1938 r. profesorem tytularnym Wydziału Humanistycznego.

## Wkład w ustalenie nazw miejscowości na Ziemiach Odzyskanych

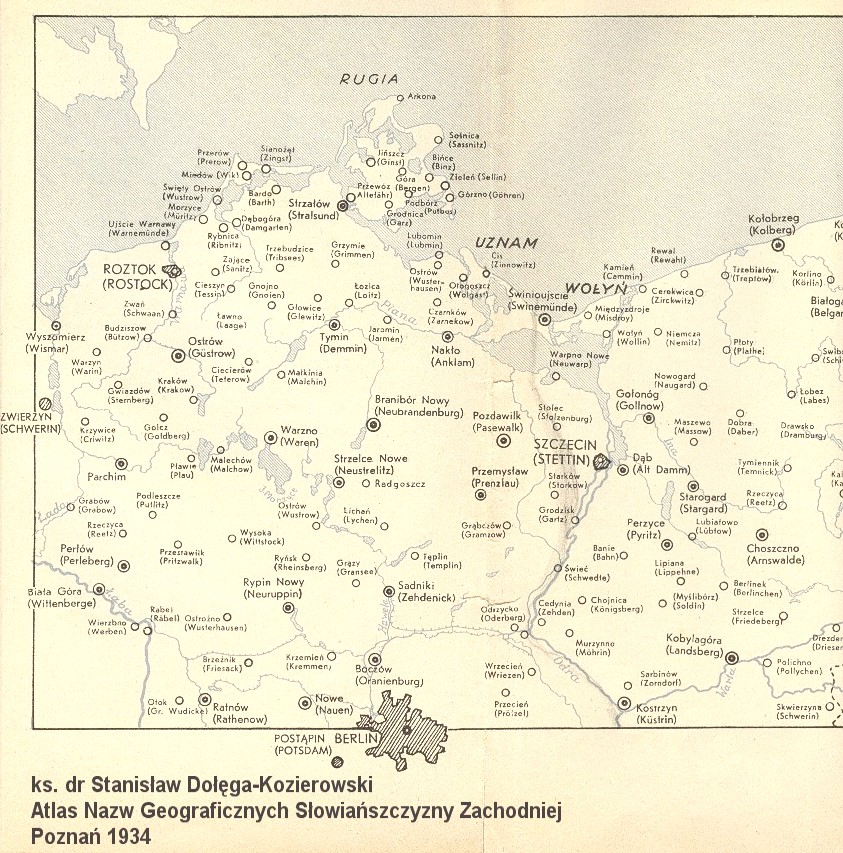
Mapa miejscowości z polonizowanymi nazwami na zachodnim Pomorzu i północnym Połabiu (Meklemburgia) Atlas nazw geograficznych Słowiańszczyzny Zachodniej. Zeszyt I, 1934

Profesor Kozierowski był przewodniczącym Komisji dla spraw Przywrócenia Nazw Słowiańskich na Przyodrzu, której pierwsze posiedzenie odbyło się w Poznaniu 7 kwietnia 1945 r. Wzięli w nim udział znani polscy historycy onomaści: prof. Zygmunt Wojciechowski, prof. Mikołaj Rudnicki oraz Bolesław Czwójdziński (który objechał wszystkie czynne linie kolejowe szkicując trasy kolejowe z nazwami stacji). W myśl ustaleń komisji zmieniono na polskie nazwy stacji i przystanków kolejowych od Pomorza Zachodniego do Śląska. Niekiedy nazwy te później zmieniono w tych przypadkach, gdy różniły się od nazw miejscowości ustalonych później przez państwową Komisję Ustalania Nazw Miejscowości (np. stację Altheide Bad nazwano Wrześniów, a miejscowość – Puszczyków Zdrój; natomiast Komisja Ustalania Nazw Miejscowości nadała miejscowości rok później nazwę Polanica-Zdrój).
Jego najważniejszym dziełem jest Atlas nazw geograficznych Słowiańszczyzny Zachodniej, którego dwa tomy (z planowanych czterech) dotyczą dzisiejszego obszaru północno-wschodnich Niemiec i północno-zachodniej Polski. Choć atlas ma pewne niedostatki naukowe, ma wysoką wartość normującą polskie nazwy urzędowe, dlatego też znalazł zastosowanie w tym zakresie na terenach Ziem Odzyskanych po 1945 r.
Specjalizował się w dziejach Wielkopolski i Pomorza (napisał m.in. prace na temat nazw miejscowych Słowiańszczyzny Zachodniej, 1949) oraz w naukach pomocniczych historii i językoznawstwa, takich jak heraldyka i onomastyka. Autor m.in.: Leszczyce i ich plemiennik abp św. Bogumił z Dobrowa oraz Badania nazw topograficznych starej Wielkopolski.

## Prace
- Badania nazw topograficznych dzisiejszej archidyecezyi gnieźnieńskiej. (Poznań 1914)
- Badania nazw topograficznych dzisiejszej archidyecezyi poznańskiej. Tom I. A–O (Poznańskie Towarzystwo Przyjaciół Nauk, Poznań 1916)
- Badania nazw topograficznych dzisiejszej archidyecezyi poznańskiej. Tom II P–Ż. Dodatek A–Ż (Poznańskie Towarzystwo Przyjaciół Nauk, Poznań 1916)
- Badania nazw topograficznych na obszarze dawnej zachodniej i środkowej Wielkopolski. Tom 1. A–Ł (Poznańskie Towarzystwo Przyjaciół Nauk, Poznań 1921)
- Badania nazw topograficznych na obszarze dawnej zachodniej i środkowej Wielkopolski. Tom 2. M–Z (Poznańskie Towarzystwo Przyjaciół Nauk, Poznań 1922)
- Pierwotne osiedlenie ziemi gnieźnieńskiej wraz z Pałukami w świetle nazw geograficznych i charakterystycznych imion rycerskich. „Slavia Occidentalis”, t. III–IV 1923–1924, s. 1–129. Uniwersytet Poznański, Poznań 1924
- Pierwotne osiedlenie dorzecza Warty od Koła do Ujścia w świetle nazw geograficznych. „Slavia Occidentalis”, t. V 1926, s. 112–246. Uniwersytet Poznański, Poznań 1926
- Pierwotne osiedlenie pogranicza wielkopolsko-śląskiego między Obrą i Odrą a Wartą i Bobrem w świetle nazw geograficznych. „Slavia Occidentalis”, t. VII 1928, s. 172–329. Uniwersytet Poznański, Poznań 1928
- Ród Porajów Różyców 1930. wbc.poznan.pl. [zarchiwizowane z tego adresu (2020-10-26)].
- Atlas nazw geograficznych Słowiańszczyzny Zachodniej. Zeszyt I (Słupsk, Kołobrzeg, Szczecin, Piła; Nauka i Praca, Poznań 1934; Wydanie 2, Instytut Zachodni, Poznań 1945; Reprint, Archiwum Państwowe w Szczecinie, Szczecin 1990)
- Atlas nazw geograficznych Słowiańszczyzny Zachodniej. Zesz. II B (Nauka i Praca, Poznań 1935)
- Atlas nazw geograficznych Słowiańszczyzny Zachodniej. Zesz. II A (Strzałów, Utyń, Strzelce Nowe, Zwierzyn; Nauka i Praca, Poznań 1937)
- Nieznane zapiski heraldyczne zebrał z ksiąg ziemskich i grodzkich w Poznańskiem Archiwum Państwowym złożonych X. Stanisław Kozierowski, Poznań 1915